# وادي المقلق
وادي المقلق أو وادي مكلك (بالعبرية: נחל אוג‏) - (لفظ الاسم العبري باللغة العربية : ناحل أوغ) هو مجرى مياه تيار شتوي في الضفة الغربية الذي تنحدر له المياه من المنحدرات الشرقية لجبل الزيتون ، في الشرق من القدس ويمتد لمسافة حوالي 30 كم ليصل حتى البحر الميت. هذا الوادي يقع أقصى الشمال من بين الجداول التي تتدفق من صحراء يهودا إلى البحر الميت.

## مساره والجغرافيا

### مساره
يستسقي الوادي (التيار موسمي) من مياه منحدرات جبل الزيتون وجبل المشارف وأبو ديس في القدس، على ارتفاع 800 م فوق مستوى سطح البحر وينحدر حتى البحر الميت على ارتفاع 400 م تحت مستوى سطح البحر. يؤدي انحدار التيار إلى فيضانات شديدة خلال فصل الشتاء،  وفي الماضي، جرفت هذه الفيضانات أجزاء من الطريق السريع 90 . يقوم التيار بحمل وجر الطين والحطام مع الماء وأحيانًا خلال أوقات الفيضانات، من الممكن رؤية كمية متواصلة من الطين، يبلغ طولها مئات الأمتار، في مياه البحر الميت.

### أنقاض دير المكلك (دير ثيوكتيستوس)
في مسار الوادي تتواجد أنقاض دير ثيوكتيستوس، والمعروفة باللغة العربية باسم دير مكلك. من الصعب الوصول إلي هذه الأنقاض، حيث تقع في مكان مرتفع، على الضفة الشمالية من الوادي، التي تكون شديدة الانحدار في النقطة التي يتعمق الوادي بها، ويتحول إلى أخدود. وفقًا للمصادر البيزنطية، تم تأسيس هذا الدير في القرن الخامس من قبل اوتيموس(أفثيميوس) وثيوكتيستوس. يؤكد علماء الآثار أن المرحلة الرئيسية التي تواجد بها هذا الدير (الذي هو عبارة عن مجمع كنيسة وكهوف والهياكل ذات الصلة به)، يعود تاريخها إلى القرن الخامس - السابع، التي أعتبرت فترة «العصر الذهبي» لهذا الدير، ويوجد دلائل على فترات سكن تعتبر أقل أهمية بكثير خلال الفترة المبكرة-الوسطية من تاريخ الإسلام في فلسطين؛ في القرن السابع حتى الحادي عشر أو في القرن الثاني عشر. تم إنشاء مجمع الكنيسة-الكهوف هذا في بداية القرن الخامس، وفي نهاية القرن الثامن تم هجر الدير.

### معالم المسار السفلي
عند سفوح جبال يهودا، يمر النهر عند المقام الإسلامي للنبي موسى. في السهول، قبل الوصول إلى البحر الميت، يمر النهر أيضًا بجوار كيبوتز ومستوطنة ألموغ الإسرائيلية. في هذه النقطة، بالقرب من نهاية النهر، تم بناء خزان مائي الذي يخزن ويحفظ مياه الفيضانات، التي يتم إستخدامها وإستغلالها فيما بعد من قبل مستوطنة ألموغ.